# West Digges
West Dudley Digges (c. 1720 - 1786) fue un actor de teatro, cantante y mánager británico. 

## Biografía
Su primera aparición en los escenarios fue el 29 de noviembre de 1749, en el teatro Smock Alley de Dublín (Irlanda) e interpretando a Jaffier en la obra Venice Preserv'd. Tanto en dicha ciudad como en Edimburgo (Escocia) y hasta 1764, actuó en numerosos papeles trágicos que le reportaron cierto éxito y fue el original «joven Norval» en la obra Douglas (1756), de John Home. Ese mismo año protagonizó Romeo y Julieta junto a Sarah Ward, con quien tuvo un romance. En 1777 realizó su primera aparición en los escenarios de Londres, interpretando a como Cato en el teatro Haymarket, papel al que seguirían otros como el de Thomas Wolsey en Henry VIII o los personajes del Rey Lear, Macbeth y Shylock, todos ellos de William Shakespeare. En 1781 regresó a Dublín y se retiró tres años después.